# Syed Hussein Alatas
Syed Hussein Alatas (geb. 17. September 1928 in Bogor, Indonesien; gest. 23. Januar 2007 in Kuala Lumpur) war ein malaysischer Sozialwissenschaftler und Politiker. Er lehrte als Professor für Malayische Studien in Kuala Lumpur. 

## Leben
Seine Ausbildung erwarb er an der Universität Amsterdam. 1957 ging er nach Bandung. 1958 kehrte er nach Malaysia zurück, um im Dewan Bahasa dan Pustaka zu arbeiten. 1961 kehrte er nach Amsterdam zurück, um seine Dissertation mit dem Titel Reflections on the Theories of Religion abzuschließen. 1963 ging er an die Universität von Malaya. In den 1980er Jahren war er Vizekanzler der University of Malaya und einer der Gründer der Parti Gerakan Rakyat Malaysia (Gerakan). Sein Großvater stammte aus Hadramaut im Jemen und ließ sich in Bogor nieder. Syed Hussein war der ältere Bruder von Syed Muhammad Naquib al-Attas und der Vater von Syed Farid al-Attas.

## Publikationen (Auswahl)

### Progressive Islam
Progressive Islam war eine monatliche Zeitschrift mit islamisch internationalistischer Ausrichtung, die Alatas während seiner Studienzeit in Amsterdam von August 1954 bis Dezember 1955 herausgab. Nach Mona Abaza war es eine englischsprachige Nachbildung der von Muhammad Abduh und Raschid Rida herausgegebenen Zeitschrift al-Manār. Wie al-Manār enthielt Progressive Islam viele Artikel über zwischenislamische Beziehungen und Nachrichten aus der gesamten islamischen Welt. Die Themen reichten von persischen Dichtern über religiöse Parteien in Westeuropa und Erziehung in der islamischen Gesellschaft, Informationen über Islam in Burma und Pakistan bis zur Sarekat Buruh Islam Indonesia, der muslimischen Gewerkschaft von Indonesien, und der Russischen Revolution. Im Editorial beschrieb Alatas die Zeitschrift als „die Umsetzung eines Versuchs, eine ernsthafte Ansicht hinsichtlich des Wesens des Islams und seines Verhältnisses zur Moderne zu formulieren“. Das Unternehmen wurde zwar vom ehemaligen indonesischen Premierminister Mohammad Natsir unterstützt und hatte auch in anderen Teilen der islamischen Welt Unterstützer, musste jedoch aus Geldmangel schon frühzeitig wieder eingestellt werden.

### Andere Werke
- The Myth of the Lazy Native: a study of the image of the Malays, Filipinos and Javanese from the 16th to the 20th century and its function in the ideology of colonial capitalism. London 1977. In diesem Werk The Myth of the Lazy Native lieferte Alatas eine soziologische Analyse des Orientalismus, mit dem Schwerpunkt auf der malaiischen, philippinischen und javanesischen Bevölkerung vom 16. bis zum 20. Jahrhundert, die Funktion dieses Mythos im kolonialen Kapitalismus.[6] „Wenn die Malaysier nicht arbeiteten, fragte sich Alatas, wovon lebten sie dann?“[7]
- Corruption and the Destiny of Asia. 1999
- The sociology of corruption : the nature, function, causes and prevention of corruption. Singapore : Times Books Internat., 1980
- Intellectuals in developing societies. London : Cass, 1977
- Some comments on Islam and social change in Malaysia. In: Religion, Kultur und sozialer Wandel (1969), S. 133–140
- Reflections on the theories of religion. ’s-Gravenhage : Pasmans, 1963
- The democracy of Islam : a concise exposition with comparative reference to western political thought. The Hague [u. a.] : van Hoeve, 1956